# Александър Георгиев (инженер)
Вижте пояснителната страница за други личности с името Александър Георгиев.
Александър Георгиев Гаревски е инженер и професор от Социалистическа република Македония.

## Биография
Роден е на 5 ноември 1912 година в град Гостивар. Завършва Технически факултет в Белградския университет. Взема участие в Комунистическата съпротива във Вардарска Македония. Делегат е на Първото заседание на АСНОМ. След Втората световна война е назначен за заместник-министър на строителството. Под неговото ръководство се строи Хидросистемата „Маврово“ с ВЕЦ-овете „Вруток“, „Равен“ и „Върбен“. Работи в Техническия факултет в Скопие от неговото основаване. Между 1965 и 1967 е заместник-ректор на Скопския университет. В периода 1965-1979 е редовен професор в Строителния факултет в Скопие и преподава по предметите хидравлика, хидрология, речна хидротехника и водни пътища.

## Трудове
- „Хидрология“
- „Плавателни пътища и пристанища“
- „Норми за истечните површински води на речните сливови во Македонија“, Скопје, 1957